# Ulderico Sergo
Pour les articles homonymes, voir Sergo.
Ulderico Sergo (né le 4 juillet 1913 à Rijeka en Croatie et mort le 20 février 1967 à Cleveland aux États-Unis) est un boxeur italien.

## Carrière
Il devient champion olympique des poids coqs aux Jeux de Berlin en 1936 après sa victoire en finale contre l'Américain Jackie Wilson. Sergo remporte également le titre européen amateur à Milan en 1937 et à Dublin en 1939 puis passe professionnel en 1941. Il ne remporte cependant pas le même succès que dans les rangs amateurs en échouant à 6 reprises dans un championnat d'Italie. Il se retire en 1952 sur un bilan de 4 victoires, 7 défaites et 4 matchs nuls.

## Parcours auxJeux olympiques
Jeux olympiques d'été de 1936 à Berlin (poids coqs) :
- Bat Kubinyi (Hongrie) aux points
- Bat Joseph Cornelis (Belgique) aux points
- Bat Cederberg (Suède) aux points
- Bat Jackie Wilson (États-Unis) aux points